# Complejo Energético de ENCE de Huelva
El Complejo Energético de Magnon Green Energy de Huelva es una central termoeléctrica de biomasa ubicada en Huelva. Utiliza biomasa forestal y subproductos vegetales agrícolas de la provincia para su combustión y transformación en energía eléctrica.
Con 137 MW de potencia instalada, es el complejo energético con biomasa más grande de España.